# Dama Paulista, 1808
Dama Paulista, 1808 é uma pintura de José Wasth Rodrigues. A obra é do gênero pintura histórica. Encontra-se sob a guarda de Museu Paulista. Retrata uma mulher com traje típico de São Paulo do início do século XIX, incluindo chapéu, lenço, sapato e vestido, e, ao fundo, uma paisagem, com árvores.

## Descrição
A obra foi produzida com tinta a óleo. Suas medidas são: 61,5 centímetros de altura e 46 centímetros de largura.
Faz parte de Coleção Museu Paulista. O número de inventário é 1-19355-0000-0000.

## Contexto
A obra foi uma encomenda pontual de Afonso d'Escragnolle Taunay, na direção do Museu Paulista, possivelmente antes de 1939.

## Análise

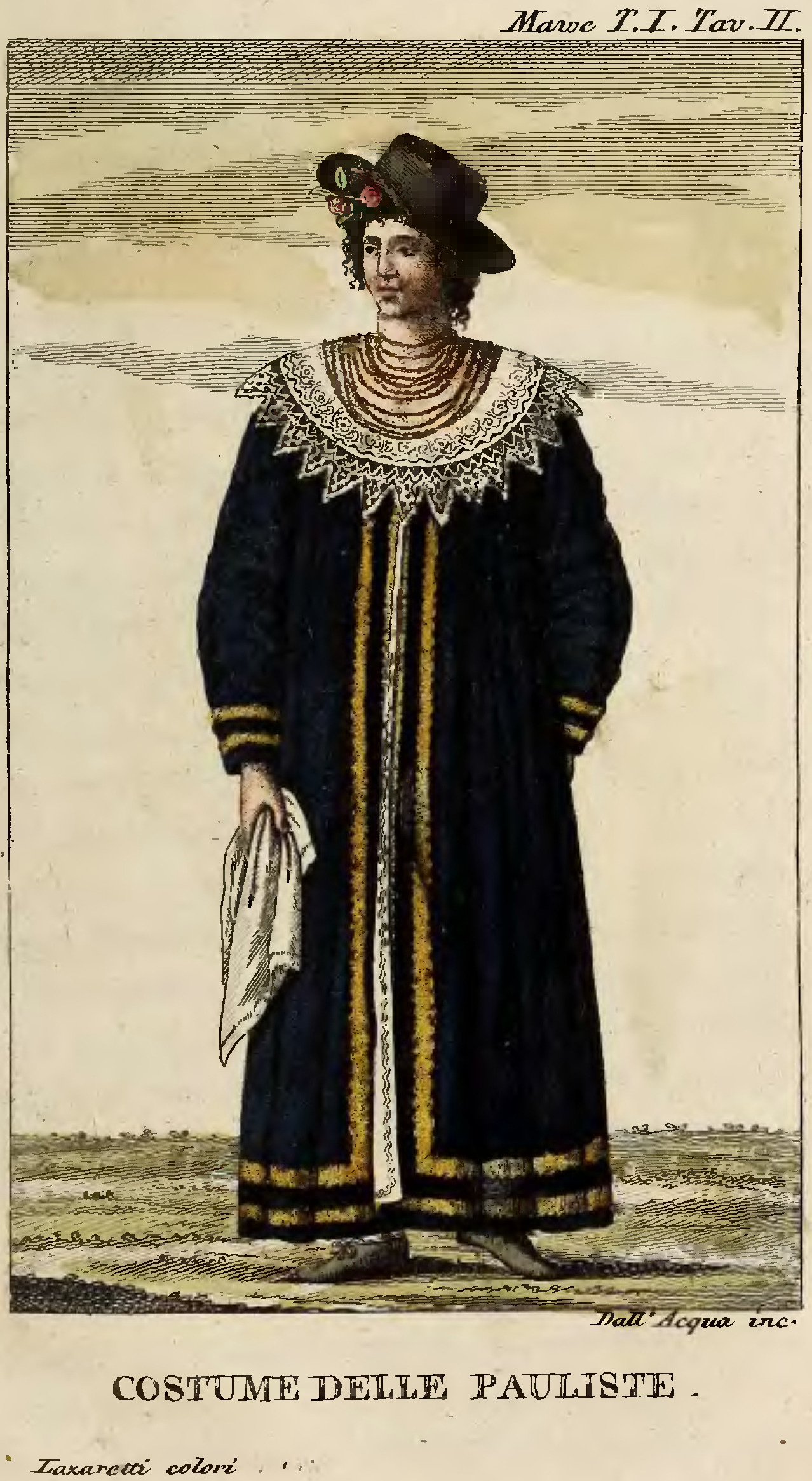
Traje das paulistas, c.1808, John Mawe, gravura colorida por Lazaretti que serviu de modelo para a pintura.

O modelo para a obra foi uma ilustração publicada apenas na versão em italiano do livro Travels in the interior of Brazil, de John Mawe. O quadro participa da ressignificação do passado paulista, no contexto do programa decorativo da primeira metade do século XX no Museu Paulista.